# 1595

## Esdeveniments
- 2 d'agost: Batalla de Cornualla entre les flotes de la Monarquia Catòlica i el Regne d'Anglaterra.
- 13 d'agost Batalla de Călugăreni, Miquel el Valent, amb l'ajut de l'hongarès Albert Király va impedir la invasió del Voivodat de Valàquia per part de l'Imperi Otomà amb un exèrcit dirigit per Koca Sinan Paixà, el governador de Rumèlia.
- Shakespeare escriu El somni d'una nit d'estiu
- El maharajà Sur Singh de Marwar concedeix a Lakshmi Das la thikana o jagir de Chelawas.
- Ieremia Movilă accedeix al Voivodat de Moldàvia.
- Krishnappa Nayaka II succeeix a Virappa Nayaka com a virrei de Madura.

## Naixements

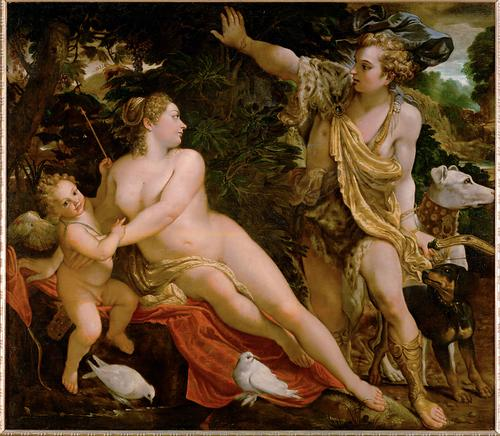
«Cupido junt a Venus descoberta per Adonis» (1595) quadre d'Annibale Carracci, Museu del Prado, Madrid.

- 14 de setembre, Belmonte: Juan del Castillo, missioner catòlic que morí màrtir a Amèrica del Sud.
- 4 de desembre París, Jean Chapelain, poeta i escriptor francès (m. 1674).[1]
- Florència, Gran Ducat de Toscana: Carles de Mèdici, príncep de la Toscana de la família Mèdici que va esdevenir cardenal de l'Església Catòlica.
- Luarsab II de Kartli, rei de Kartli (1605 - 1615)
- Thomas Digges, astrònom anglès, inventor del teodolit i destacat científic renaixentista
- Virgínia: Pocahontas, princesa índia.

## Necrològiques
Països Catalans
- Càller Antoni Lofrasso, militar alguerès i escriptor en castellà.
- Francesc Tomàs de Borja, Duc de Gandia, Marquès de Lombai i comte d'Oliva (1592-1595) és succeït per Francesc Carles de Borja.

Resta del món
- 15 de gener: Murat III, soldà de l'Imperi Otomà des de 1574 fins a la seva mort quan fou succeït per Mehmet III.
- 25 d'abril, Roma: Torquato Tasso, poeta italià de l'època de la Contrareforma, conegut pel seu extens poema èpic «Jerusalem alliberada», ambientat a l'assetjament de Jerusalem durant la Primera Croada, així com per la bogeria que va patir durant els seus últims anys de vida
- 26 de maig, Roma: Felip Neri, fundador de la Congregació de l'Oratori (n. 1515).[2]
- 23 de juliol, Langres: Thoinot Arbeau, escrigué «l'Orchésographie», un estudi de la dansa en societat a la França renaixentista del segle xvi.
- Octubre, Isla de Santa Cruz, Illes Salomó: Álvaro de Mendaña y Neira, navegant que feu dues expedicions al Pacífic descobrint les illes Salomó i les illes Marqueses.
- 12 de novembre: John Hawkins, traficant d'esclaus, militar i navegant anglès.
- París Antoni I de Portugal, rei de Portugal (1580 - 1595).
- Països Baixos espanyols: Ernest d'Àustria, Arxiduc d'Àustria i príncep d'Hongria i de Bohèmia i governador dels Països Baixos.
- Gotō Sumiharu, dàimio del període Azuchi-Momoyama de la història del Japó.
- Ferhad Pasha, gran visir otomà d'origen albanès.